# کمرکولی شکم‌گوگردی
کمرکولی شکم‌گوگردی (نام علمی: Sitta oenochlamys) نام یک گونه از تیره کمرکولی است.